# Asmaa Abulyazeid
Asmaa Abulyazeid (en árabe: أسماء أبو اليزيد‎) (El Cairo, 10 de julio de 1990) es una actriz y cantante egipcia. Estudió en la Facultad de Bellas Artes y participó en el inicio de un gran número de representaciones teatrales que se exhibieron en el Teatro Hanager, además de competir por el Premio Sheikh Sultan Al Qasimi al Mejor Espectáculo Teatral de 2016.
Logró el reconocimiento en su país luego de interpretar el papel de "Toka" en la serie de televisión "This Evening" en 2016. A partir de entonces participó en muchas series y películas, además de colaborar con la banda "Bahjja", a en el serial televisivo y a Farah en la comedia, de MBC4, Miss Farah. Su papel en Miss Farah la llevó a ganar un Globo de Oro a la mejor actriz de una serie de televisión - Comedia o musical.

## Filmografía

### Cine
- The Passage (2019)[4]
- 122 (2019)
- The Bullet (2018)
- Al Kowayseen (2018)
- Talk About the Eyebrow (2018)
- One Moment, Please (2011)

### Televisión
- Zodiac (2019)
- Hogan (2019)
- Eugenie Nights (2018)
- This Evening (2017)
- I'm Shahira ... I'm the Traitor (2017)
- I'm in Love (2014)

### Teatro
- Melodrama (2013)
- Made in China
- Revolution of the Dead